# Manifeste des douze (15 novembre 1940)
Pour l’article homonyme, voir Manifeste des douze.
Les Principes du syndicalisme français, dit Manifeste des douze, est une déclaration rédigée et signée le 15 novembre 1940 au domicile du résistant Christian Pineau à Paris, par douze syndicalistes français pour s'opposer à la « Révolution nationale » du régime de Vichy et à ses orientations corporatistes.

## Présentation
Adopté par le CEES (comité d'études économiques et syndicales) créé après l'interdiction des centrales syndicales le 9 novembre 1940, il traduit le rapprochement entre la CGT et la CFTC.
Il est cosigné par 9 membres de la CGT (dont quatre de la tendance anticommuniste Syndicats : Vandeputte, Jaccoud, Pineau, Capocci) et 3 de la CFTC, réunis clandestinement en octobre 1940, au 52 rue de Verneuil.
- Maurice Bouladoux, ancien secrétaire adjoint de l'ex-CFTC
- Oreste Capocci, secrétaire général de la Fédération des employés (ex-CGT).
- François Chevalme, secrétaire de la Fédération des métaux (ex-CGT).
- Albert Gazier, secrétaire général de la Chambre syndicale des employés de la région parisienne (ex-CGT).
- Eugène Jaccoud, secrétaire général de la Fédération des moyens de transports (ex-CGT).
- Robert Lacoste, ancien secrétaire de la Fédération des fonctionnaires (ex-CGT).
- Pierre Neumeyer, ancien secrétaire de la Fédération des fonctionnaires (ex-CGT).
- Christian Pineau, secrétaire de la Section fédérale de banque et de bourse (ex-CGT).
- Louis Saillant, secrétaire de la Fédération du bâtiment et du bois (ex-CGT).
- Gaston Tessier, ancien secrétaire général de l'ex-CFTC
- Victor Vandeputte, secrétaire général de la Fédération du textile (ex-CGT).
- Jules Zirnheld, ancien président de l'ex-CFTC

Il est considéré comme le premier acte collectif de résistance du syndicalisme. Le texte refuse « la tutelle de l’État » et s'oppose à « toutes les formes de l’oppression des travailleurs ». Pour autant, la plupart des syndicalistes acceptent la politique de présence auprès des pouvoirs publics.
Il s'agit d'un acte courageux, notamment par sa condamnation explicite de l'antisémitisme, à l'heure où le régime révèle sa nature (répression des juifs et des francs-maçons, sanctions contre les enseignants).
Le manifeste des douze affirme que « Le syndicalisme ne peut admettre en particulier :
- L'antisémitisme,
- Les persécutions religieuses,
- Les délits d'opinion,
- Les privilèges d'argent.

Il réprouve en outre tout régime qui fait de l'homme une machine inconsciente, incapable de pensée et d'actions personnelles. »
Le manifeste imagine une fois la France libérée la perspective d'un syndicalisme réunifié à la façon de celle du trade unionisme britannique.
Plusieurs des signataires participent à la création du mouvement Libération-Nord.

### Texte intégral
- Principes du Syndicalisme français. Texte intégral du Manifeste des douze, rendu public le 15 novembre 1940, sur wikisource en français.